# Summit (New Jersey)

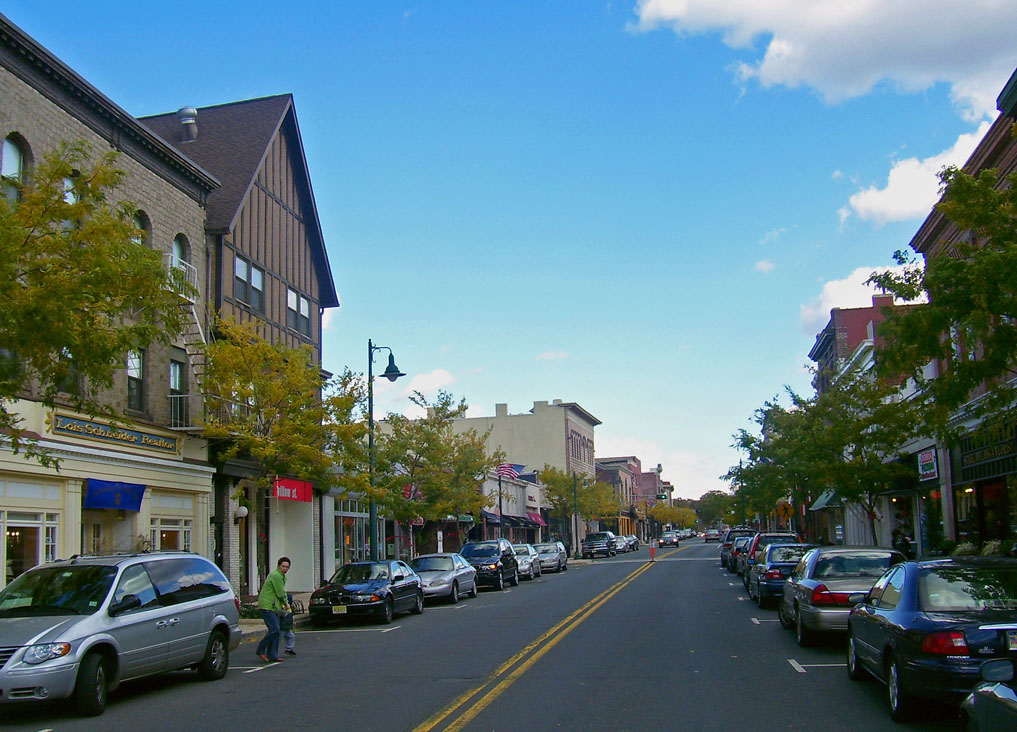
Główna ulica miasta

Summit – miasto w hrabstwie Union w stanie New Jersey w Stanach Zjednoczonych.
Według spisu powszechnego z roku 2000 ma ok. 21,1 tys. mieszkańców.
Z Summit pochodzi Maggie Estep, amerykańska pisarka, poetka i piosenkarka, oraz Meryl Streep, znana amerykańska aktorka.

## Geografia
- Według United States Census Bureau, miasto ma powierzchnię 15,7 km² z czego 15,6 km² to ląd, a 0,1 km² to woda. Woda stanowi 0,33% powierzchni.

## Demografia
- Według danych z roku 2000 miejscowość ma 21 131 mieszkańców. Gęstość zaludnienia to 1348 os./km².
- Struktura rasowa ludności;
  - Rasa:
    - Biali – 87,77%
    - Latynosi/pochodzenia hiszpańskiego dowolnej rasy – 10,17%
    - Azjaci – 4,45%
    - Czarna/Afroamerykanie – 4,33%
    - Indianie/rdzenni Amerykanie – 0,09%
    - Oceania – 0,01%
    - Inne – 1,70%
    - Dwie lub więcej – 1,65%
- Średni dochód:
  - Gospodarstwo domowe – 92 964 USD
  - Rodzina – 117 053 USD
  - Mężczyźni – 85 625 USD
  - Kobiety – 46 811 USD
  - Osoby poniżej progu ubóstwa – 4,2%
  - Rodziny poniżej progu ubóstwa – 2,5%
  - Osoby poniżej progu ubóstwa w wieku 18 lat lub młodsze – 4,1%
  - Osoby poniżej progu ubóstwa w wieku 65 lat lub starsze – 4,3%